# Estació de Miraumont
L'estació de Miraumont és una estació ferroviària situada al municipi francès de Miraumont (al departament del Somme). És servida pels trens del TER Picardie.
El 2020 donà servei a 12.158 viatgers.
| Provinença | Estació anterior | Línia        | Estació següent | Destinació     |
| ---------- | ---------------- | ------------ | --------------- | -------------- |
| Amiens     | Albert           | TER Picardie | Achiet          | Lille-Flandres |